# Episodi di Hilda (terza stagione)
La terza ed ultima stagione della serie televisiva Hilda è stata interamente pubblicata su Netflix il 7 dicembre 2023.
| nº | Titolo originale                | Titolo italiano                      | Pubblicazione originale | Pubblicazione Italia |
| -- | ------------------------------- | ------------------------------------ | ----------------------- | -------------------- |
| 1  | Chapter 1: The Train to Tofoten | Capitolo 1: Il treno per Tofoten     | 7 dicembre 2023         | 7 dicembre 2023      |
| 2  | Chapter 2: The Fairy Mound      | Capitolo 2: La collina delle fate    | 7 dicembre 2023         | 7 dicembre 2023      |
| 3  | Chapter 3: The Giantslayer      | Capitolo 3: Il cacciatore di giganti | 7 dicembre 2023         | 7 dicembre 2023      |
| 4  | Chapter 4: The Laughing Merman  | Capitolo 4: L'allegro tritone        | 7 dicembre 2023         | 7 dicembre 2023      |
| 5  | Chapter 5: The job              | Capitolo 5: Il lavoro                | 7 dicembre 2023         | 7 dicembre 2023      |
| 6  | Chapter 6: The Forgotten Lake   | Capitolo 6: Il lago dimenticato      | 7 dicembre 2023         | 7 dicembre 2023      |
| 7  | Chapter 7: Strange Frequencies  | Capitolo 7: Strane frequenze         | 7 dicembre 2023         | 7 dicembre 2023      |
| 8  | Chapter 8: The Fairy Isle       | Capitolo 8: L'isola delle fate       | 7 dicembre 2023         | 7 dicembre 2023      |